# Clans du cycle de l'Élévation
Dans l’univers du cycle de l'Élévation de David Brin, les humains ont un terme générique pour désigner les races extraterrestres : les Galactiques. Les humains appellent souvent les Extra-Terrestres (E.T.) « Eatees », mot dérivé du verbe anglais eat (manger), soulignant ainsi le fait que l’Élévation se résume finalement à une forme sophistiquée de prédation à grande échelle, formalisée par des contrats d’asservissement aux clauses souvent exorbitantes.
Quant à eux, les Galactiques dans leur majorité donnent aux humains le surnom de « Jeunes Loups », faisant référence à leur récente admission dans la société Galactique, ainsi qu’à leur auto-élévation. 
Tous les Galactiques ont un point commun au niveau physiologique, leur besoin d’oxygène. De mystérieuses races ne partageant pas ce besoin sont également évoquées dans la première trilogie (Élévation), puis apparaissent plus clairement dans la seconde trilogie (Rédemption). Il semble qu’après des « luttes » entre les races liées à l’oxygène, ou oxy-sapiens, et les « inhalateurs d’hydrogène », ou hydro-sapiens, un accord ait été conclu visant à échanger de manière « régulière » (au bas mot quelques milliers d’années) la gestion de planètes. Ainsi, des systèmes entiers passent des uns aux autres, sous l’égide de l’Institut des Migrations.[réf. nécessaire]
Les oxy-sapiens et les hydro-sapiens ne sont pas les seuls à peupler l’univers. « Les autres ordres sont ceux des Machines, des Mémétiques, des Quantiques, des Hypothétiques, des Retirés et des Transcendants. ».
Ces ordres de vie sont également placés, classifiés, selon une échelle d’élévation. La base de cette échelle est la pré-sapience, elle passe ensuite par la sapience quelle qu’en soit la forme (inhalateurs d’oxygène, inhalateurs d’hydrogène, machines…), puis par les Anciens retirés des affaires galactiques à des fins contemplatives, et enfin la transcendance et les galaxies elles-mêmes.

« Quels symboles des liens qui nous unissent trouve-t-on sur la proue et la poupe de nos nefs ? […] La première spirale représente les mondes en jachère, ces creusets où la vie infuse et entame sa pénible ascension… […] La deuxième évoque les peuples spatiopérégrins qui, au titre de clients puis de patrons, parcourent l’univers et servent avec diligence leurs intérêts commerciaux, militaires et idéologiques… […] La troisième nous rappelle les Anciens, ces êtres sereins qui ont renoncé aux voyages intergalactiques pour embrasser une existence contemplative. […] La quatrième désigne les Transcendants, ces entités trop majestueuses pour que nous puissions percevoir leur présence par ailleurs indubitable… […] La cinquième matérialise les galaxies, ces tourbillons lumineux démesurés qui nous offrent des refuges dans un cosmos stérile et silencieux. »

— Observateur inconnu, David Brin (trad. de l'anglais), Le Grand défi [« Heaven's Reach »], vol. tome V, France, J’ai Lu, coll. « Science-fiction / Rédemption », 1999, 573 p. [détail de l’édition] (ISBN 2-290-05368-6), page 7
À l’issue de leur évolution respectives, les trois ordres de vie les plus actifs — inhalateurs d’oxygène, inhalateurs d’hydrogène et les machines autonomes — s’unissent pour continuer le chemin ensemble.

## Ordres de vie

### Espèces non spatio-pérégrines
- Araignée-mulc, espèce importée sur Jijo par les Buyurs afin d’éliminer les traces de leur civilisation pendant la période de jachère[4]
- Chevaux, espèce terrienne n’ayant pas subi l’élévation. Malgré leur statut non-sentient, les chevaux ont parcouru les voies de l’espace Galactique aux côtés des humains. Ils ont notamment été apportés sur Jijo par les exilés terriens de la nef Tabernacle. Après les guerres urso-humaines[5], les urs ont exigé l’élimination des chevaux comme condition à la paix. Les chevaux étaient donc supposés disparus de la surface de Jijo, jusqu’à l’irruption des Galactiques parmi les exilés (voir Rédemption) : « - Ce sont eux ! s’écria Jomah. Ils existent ! Ils n’ont pas tous été tués ! »[6]

« Et quand tu te réveilleras,

Tu auras droit à un morceau

De gâteau et aussi, ma foi

À tous ces beaux petits chevaux. »

— Emerson d'Anite, Rédemption — tome II
- Loorniks, race pré-sentiente[7];
- Zookirs, race pré-sentiente[7], douée pour trouver les sages jijoens[8];
- Kikwis, race aborigène de la planète Kithrup, encore au stade pré-cognitif, découverte par l’équipage du Streaker. Ils sont laissés sur Jijo par l’équipage du Streaker[9].

### Inhalateurs d'oxygène
| Espèce                      | Race patronne        | Races clientes | Observations |
| --------------------------- | -------------------- | --- | --- |
| Abdicateurs                 | Tandu                | | nom donné à d’anciennes races qui voulurent abolir les Instituts Galactiques |
| Accepteurs                  | Tandu                | | dotée de pouvoirs métapsychiques |
| Buyurs                      |                      | | Anciens Galactiques responsables de Jijo, avant la mise en jachère de cette dernière, experts en biologie (fait illustré par les espèces laissées sur Jijo[réf. nécessaire]) et en informatique. Les Buyurs parlaient le GalTrois. |
| Droolis                     |                      | g’Keks | |
| Épisiarches                 | Tandus               | | dotée de pouvoirs métapsychiques |
| Forskis                     | Soros                | | |
| Frères de la nuit           | Nighthunter          | | race hostile aux humains |
| g’Keks                      | Droolis              | | individus dotés de trois pédoncules oculaires et de roues, membres des Six arrivés les premiers sur Jijo : communauté des Six anciennes races astropérégrines exilées sur Jijo (les Terriens étant les membres les plus récents), leur race a disparu de la scène Galactique, exterminée par les Jophurs [réf. nécessaire] |
| Gellos                      | Soros                | | |
| Glavieux                    |                      | | Ancienne race astropérégrine et patronne en banqueroute, ayant régressé jusqu'à l’innocence dans l’Exil sur Jijo. Lors de leur âge d’or, les Glavieux étaient capables de dialoguer avec les Zangs, ce qui leur donnait quelques avantages. Lorsqu’ils faisaient encore partie de la civilisation Galactique, les Glavieux possédaient de solides relations, tels que les Tun-nuctyurs. |
| Gubrus                      |                      | | race avienne hostile aux humains |
| Guthatsas                   |                      | Hoons | |
| Hoons                       | Guthatsas            | | géants couverts d’écailles faisant partie des Six, exerçant souvent l’activité de marin sur Jijo. Ils sont considérés comme pondérés et courageux par les autres races ; |
| Huls                        | Pubers               | Soros | race ancienne |
| Humains (Jeunes Loups)      |                      | Néo-chimps (chimpanzés), Néo-fins (dauphins), Chiens[réf. nécessaire], Gorilles (adoptés par les Thenannins)[réf. nécessaire] | Dernier membre en date de la civilisation Galactique |
| J8leks                      |                      | | |
| Jophurs                     | Poas                 | | race d'êtres-colonies dotée d’une hiérarchie théocratique, composés par empilement de tores. Ils tirent une partie de leur puissance de « colliers » offerts par les Oailies; |
| Jouourouou                  |                      | | Race hostile aux humains, assiégeant la Terre pendant la fuite du Streaker. |
| Kantens                     |                      | | race favorable aux humains |
| Karrank%                    |                      | | race galactique si profondément modifiée par l’Élévation qu’elle fut frappée de démence, s'est retirée sur Kithrup ; |
| Klennaths                   |                      | | Race hostile aux humains, assiégeant la Terre pendant la fuite du Streaker. |
| Lintens                     |                      | | |
| Lubers                      |                      | Pubers | race ancienne |
| Nght6                       |                      | Tandus | race ancienne |
| Néo-chimpanzés (néo-chimps) | Humains              | | Premiers clients des hommes |
| Néo-chiens                  | Humains              | | Quatrième race cliente de la Terre |
| Néo-dauphins (néo-fins)     | Humains              | | Deuxième race cliente des humains[réf. nécessaire]. |
| Néo-gorilles                | (Humains) Thenannins | | Troisième race cliente des humains, issue de l’Élévation clandestine sur Garth[réf. nécessaire]. À la fin de la crise de Garth, ils seront adoptés par Thenannins, les humains abandonnant leur statut de patron pour celui de parrain[réf. nécessaire]. |
| Oailies                     |                      | | race ayant donné aux Jophurs leurs « colliers » de puissance |
| Pahas                       | Soros                | | |
| Phtacas                     |                      | | |
| Pilas                       | Soros                | | |
| Poas                        |                      | Jophurs (Traekis) | race ressemblant à des escargots |
| Prings                      | Pilas                | | |
| Progéniteurs                |                      | | première race mythique, édicteurs des Lois de l’Élévation et créateurs de la Bibliothèque ; |
| Pubers                      | Lubers               | Huls | race ancienne |
| p'un m'ang                  |                      | | race avienne avec des poils à la place des plumes |
| Qheuens                     | Zhoshs               | | « crabe » à cinq pattes pouvant être rouges (milieu de vie: sable et eau salée) , bleus (milieu de vie: eau douce et vase) ou gris (milieu de vie: roche des cavernes) , membres des Six et ancienne race astropérégrine membre de l’Alliance Attentiste |
| Rothens                     |                      | | race experte dans la manipulation du processus d’Élévation, et prétendument patronne des Humains |
| Skiano                      |                      | | race bipède d’environ une demi-tonne |
| Soros                       |                      | | race reptiloïde hostile aux humains |
| Synthiens ou Synthiains     |                      | | race favorable aux humains |
| Tandus                      |                      | | race insectoïde hostile aux humains, dotée de trois paires de jambes et de tendances cannibales |
| Tarseuhs                    |                      | | race ancienne qui renversa la tyrannie des Adbicateurs, avec l'aide de six très vieilles races galactiques |
| Thenannins                  |                      | | race reptiloïde hostile aux humains au début, mais alliée lors du siège de la terre |
| Traekis                     | Poas                 | | Empilement d’anneaux ou de tores. « Sur leur monde d’origine, ils avaient rampé dans des marécages fétides en quêtes de nourriture jusqu’au jour où certains d’entre eux s’étaient empilés les uns sur les autres et spécialisés. C’était en s’associant qu’ils avaient atteint le stade de pré-sapience, peu avant que ces gros escargots de Poas ne décident de les adopter. ». Ce sont en fait des Jophurs exilés, ayant suivi un chemin différent de leurs cousins qui règnent dans les Cinq Galaxies. Ils ont abandonné leurs « colliers » de puissance (anneaux-maîtres) afin de vivre sereinement sur Jijo[réf. nécessaire]. |
| Transcendeurs               |                      | | |
| Tun-nuctyurs                | Buyurs               | | |
| Tymbrimis                   |                      | Tytlal | race favorable aux humains |
| Tytlal (Noors)              | Tymbrimis            | | race retournée à l'état présapiens sur de Jijo,, participant aux activités maritimes des Hoons ou accompagnant les chasseurs Terriens[réf. nécessaire] |
| Urs                         |                      | | Race de petits centauroïdes à trois yeux et deux queues, ils font partie des Six. Ce sont des êtres quadrupèdes avec des bras et un cou de serpent. « Les Urs serait venues sur Jijo afin de s’y reproduire librement. ». Après leur élévation depuis leur torride planète natale Urchachka, des règles galactiques leur avaient été imposées en matière de reproduction. Avant la Grande Paix, les Urs exilées sur Jijo ont combattu à plusieurs reprises contre les Humains. |
| Wazoons                     | Synthiains           | | |
| Xappishs                    | Xatinnis             | | |
| Xatinnis                    |                      | Xappishs | |
| Zhoshs                      |                      | Qheuens | |

### Inhalateurs d'hydrogène
« Selon les rares données disponibles, et en raison de leur métabolisme très lent, les Hydro-sapiens ont horreur de l’imprévu. »
- Zangs[44], race hydro-sapiens vivant dans l’atmosphère de mondes joviens[45].

### Machines autonomes
Considéré comme le troisième ordre de vie sentiente, les machines vivent dans l’espace inter-stellaire. Sans limitation de reproduction organique, des mesures de régulation ont dû être appliquées par les autres ordres de vie afin d’éviter leur surpopulation.

### Anciens
Les Anciens sont des êtres venus de différentes espèces sentientes[réf. nécessaire], placés au troisième échelon de l’élévation, qui ont choisi de se retirer dans une existence contemplative pour accéder à la transcendance.

### Mémétiques
Les mémétiques sont des idées matérialisées, « vivant » principalement dans l’espace E.
, « […] un royaume que chaque pensée soumettait à des mutations ».

« On y trouvait aussi des formes de vie… des créatures de l’Ordre des Mémétiques. Des silhouettes miroitantes qui passaient en voletant ou en rampant près du module octogonal. »

Harry Harms